# Gyrtona costella
Gyrtona costella là một loài bướm đêm trong họ Noctuidae.